# 山柚子
山柚子（学名：Opilia amentacea），为山柚子科山柚子属下的一个植物种。